# Молдавская пирамидка
Молдавская пирамидка, Пираминкс (англ. Pyraminx) — шарнирная головоломка с треугольными гранями и треугольными составными элементами, образующими три слоя головоломки — основание, середину и вершину.
Из-за схожести с Кубиком Рубика иногда её называют Пирамидкой Рубика, хотя Эрнё Рубик не является автором этой головоломки.

## История
Пирамидка была изобретена немецким дизайнером и изобретателем головоломок Уве Меффертом, по словам автора в 1972 году (якобы до изобретения кубика Рубика, запатентованного в 1975 году). Серийное производство началось в 1981 году японской корпорацией Tomy Toys. В том же году был зарегистрирован первый патент (EP0042695 от 30 декабря 1981 года (дата подачи 27 марта).
Независимо от Мефферта Пирамидку также изобрёл технолог Кишинёвского тракторного завода А. А. Ордынец, и сделал заявку на изобретение на 40 дней раньше Мефферта (патент SU980739 от 15 декабря 1982 года с датой подачи от 18 февраля 1981-го. Он назвал её Молдавской пирамидкой.

## Конструкция
Головоломка состоит из 14 подвижных элементов — 4 осевых (каждый из которых имеет треугольники, обращённые на 3 смежные грани), 6 рёберных и 4 тривиальных угловых. Осевые элементы имеют форму октаэдров, а рёберные и угловые — тетраэдров. При вращении частей пирамидки относительно рассекающих её плоскостей фрагменты перемещаются. Вращение происходит вокруг осей, направленных из центра к вершинам головоломки.
Конструктивно головоломка представляет собой 4-лучевую объёмную крестовину, на осях которой размещаются осевые и тривиальные элементы, а в специальным образом сформированные пазы помещены рёберные элементы, снабжённые выступами, позволяющими фрагментам свободно перемещаться при вращении головоломки, при этом не вываливаясь из неё.

## Решение
По уровню сложности Пирамидка значительно легче Кубика Рубика, так как число перемещаемых элементов у Пирамидки всего 6 из 14, против 20 из 26 у Кубика. Человек средних способностей может собрать её без подсказки за сравнительно небольшой промежуток времени. Пример последовательности сборки — разворот вершин и осевых элементов, установка трёх рёбер в основании пирамидки (первого слоя) и затем оставшихся трёх рёбер второго слоя. Используется только 2 простейших алгоритма.
Известно, что число Бога головоломки (минимально необходимое число поворотов для сборки пирамидки при оптимальном методе сборки) равно 11. Всего возможно 933 120 комбинаций расположения элементов Пирамидки (исключая положение тривиальных угловых элементов), что позволяет определить оптимальное решение для каждой конфигурации методом полного перебора.
Число ходов (n) и соответствующее им количество возможных состояний Пирамидки (p):
| n | 0 | 1 | 2  | 3   | 4    | 5    | 6     | 7      | 8      | 9      | 10   | 11 | Всего   |
| p | 1 | 8 | 48 | 288 | 1728 | 9896 | 51808 | 220111 | 480467 | 166276 | 2457 | 32 | 933 120 |

## Комбинаторика
Каждый из 4 осевых и 4 вершинных элементов может быть ориентирован тремя способами независимо от состояния других элементов. Шесть рёберных элементов могут быть ориентированы 25 способами и расположены 6!/2 способами. Таким образом, число конфигураций равно
{\displaystyle 3^{8}\cdot 2^{5}\cdot {\dfrac {6!}{2}}=75\ 582\ 720}
В головоломке «Тетраминкс» тривиальные вершины отсутствуют, поэтому число конфигураций меньше в 81 раз и равно 933120.
Для пирамидки 4×4×4 число конфигураций 217225462874112000 с учётом тривиальных вершин и 2681795837952000 без их учёта соответственно.
В общем случае для пирамидки с произвольным числом слоёв число конфигураций с учётом тривиальных вершин определяется последовательностью A309110, а без учёта — последовательностью A309109.

## Разновидности
Конструктивными аналогами Молдавской пирамидки 3×3 являются:
- Мастер-пирамидка 4×4. Автор — Katsuhiko Okamoto, 2002 год. В отличие от обычной Пирамидки у Мастера 18 перемещаемых элементов из 30 — по 2 на каждом из 6 рёбер + 6 внутренних, располагающихся вокруг центральных.
- Профессорская пирамидка 5×5. Автор — Тимур Эвбатыров, 2011 год.
- Королевская пирамидка 6×6 (Royal Pyraminx). Автор — Тимур Эвбатыров, 2011 год.

В отличие от Кубика 2×2 Пирамидки 2×2 не существует из-за предельной простоты сборки, так как в ней вращались бы только одни вершины. Однако существует головоломка Пираморфикс, в собранном состоянии выглядящая как обычная Пирамидка 2×2, но с другим способом вращения элементов.
Если следовать логике, что разрезы должны проходить по линиям, являющимися кратчайшими прямыми, которые соединяют точки на равных отрезках на ребрах, то пираминкс — это 3х3х3 тетраэдр. По меньшей мере четыре раза разными инженерами (в том числе в СССР) предпринимались попытки создать Master Pyraminx, пирамидку с 4 слоями, и с 2011 года началось их массовое производство, правда, детали были непропорциональными, а форма была скругленной. В 2017 году китайская фирма Shengshou (Sengso) выпустила в массовое производство мастер пираминкс с нескруглёнными гранями и где все детали — одинаковые (равные) правильные треугольники. Позже этот мастер пираминкс появился от других производителей.
Позднее Тимур Эвбатыров (Башкирия) изобрёл Professor Pyraminx с 5 слоями, с 2011 года выпускался Меффертом вместе с мастер пираминксом, но позже был везде распродан и более не выпускался. В конце 2022 года компания Yuxin выпустила свой профессор пираминкс. В отличие от мастер пираминкса, сделать профессор и далее с одинаковыми деталями в виде равных правильных треугольников не выйдет, так как центральные ребра не смогли бы ни за что зацепиться и висели бы в воздухе. Но если использовать криволинейные/гиперболические разрезы, то можно сделать профессор пираминкс и далее с нескругленными сторонами.